# Microphone

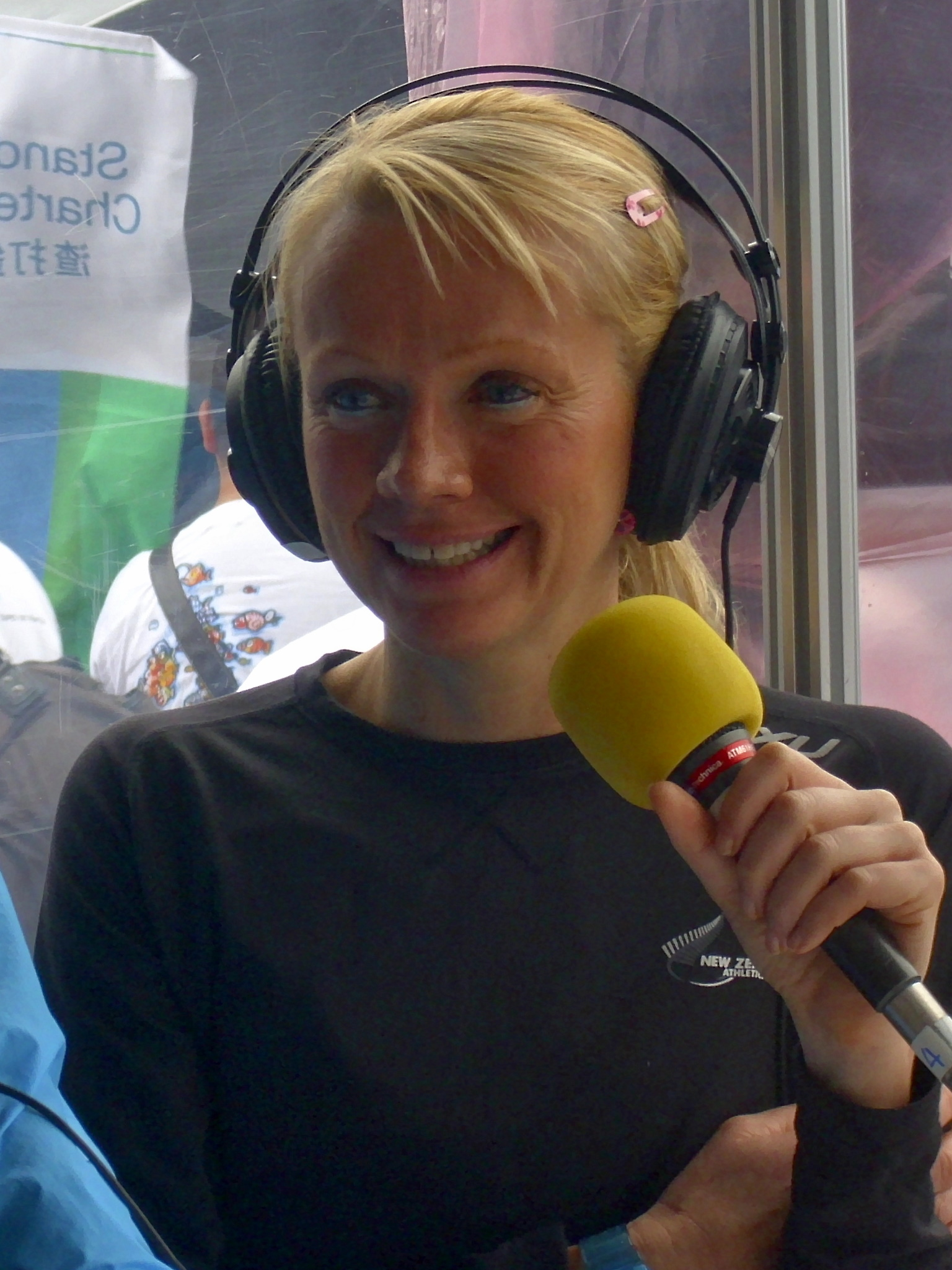
Microphone

Microphone hay ống thu thanh, gọi ngắn gọn là micro hay mic, là một loại thiết bị có tích hợp cảm biến thực hiện chuyển đổi âm thanh sang tín hiệu điện .
Microphone được sử dụng ở nhiều lĩnh vực như điện thoại, tăng âm, hệ thống karaoke, trợ thính, thu băng, lưu trữ, sản xuất phim, đài FRS, megaphone, phát thanh và truyền hình, thiết bị thu âm ở máy tính, nhận diện giọng nói, VoIP, và một số mục đích không liên quan đến âm thanh như cảm biến gõ cửa. Có hàng chục loại Microphone khác nhau, trong đó có ba loại thường được dùng là micro điện động, micro điện dung, micro áp điện.

## Các loại Micro
Có khoảng chín loại hoạt động dựa trên các nguyên lý khác nhau hiện đang sử dụng.

### Micro điện động
Micro điện động có cấu tạo giống như loa điện động, nhưng khác biệt ở màng rung và cuộn dây. Ở micro điện động, màng loa được làm mỏng hơn để cộng hưởng âm thanh tốt hơn, cuộn dây của micro được quấn nhiều vòng hơn và thường có trở kháng tới 300 ohm. Loại micro này có độ nhạy thấp, dải tần có hạn (thường từ 50 Hz đến 16 KHz). Micro này thường dùng cho ca sĩ với ưu điểm âm sắc ngọt và mềm.
Chính loa điện động cũng hoạt động được như là micro điện động, tuy nhiên phải chọn kích cỡ loa và điện trở làm nhụt dao động tự phát phù hợp.

### Micro điện dung
Đây là loại micro thông dụng, nó xuất hiện rộng rãi trong điện thoại, micro không dây...
Nguyên lý hoạt động của nó theo nguyên tắc thay đổi điện dung khi có âm thanh tác động vào màng rung.Loại micro này có độ nhạy cao, nhiều kích thước từ lớn cho đến nhỏ, dải tần âm thanh rộng (từ 20 Hz đến 20KHz).

### Micro áp điện
Micro áp điện hoặc micro piezo hoặc micro tinh thể, sử dụng hiện tượng áp điện - khả năng của một số vật liệu tạo ra điện áp khi chịu áp suất - để chuyển đổi rung động thành tín hiệu điện. Một ví dụ của điều này là kali natri tartrat, một tinh thể áp điện hoạt động thuận nghịch .
Micro áp điện có trở kháng ra lớn. Trước đây nó dễ dàng ghép nối với các thiết bị dùng đèn điện tử chân không thường có trở vào khoảng 10 megohms, chẳng hạn như máy ghi băng gia đình. Trở kháng ra cao làm cho nhiễu dễ xâm nhập đường truyền, cũng như khó ghép nối với khuếch đại bán dẫn có trở kháng vào nhỏ. Sau này những khó khăn này hóa giải bằng khuếch đại thuật toán có trở vào lớn, cũng như bố trí tiền khuêch đại trước khi đưa tín hiệu lên đường truyền.
Micro áp điện thường được sử dụng trong khuếch đại âm thanh từ nhạc cụ, trống,... Nó cũng được dùng để thu nhận âm thanh trong môi trường chất lỏng có thể có áp suất cao, thường gọi là hydrophone.

### Micro dải băng
Micro dải băng hay Ribbon microphone được phát triển năm 1923, và là một dạng điện từ trong đó mảng băng phản ứng với tốc độ di chuyển của phân tử khí do âm thanh gây ra, thay vì do áp suất .

### Micro than
Micro than (Carbon microphone) là loại micro ra đời đầu tiên. Nó có dạng cúc nên còn được gọi là micro button. Micro này dùng ồng nhỏ chứa hạt cacbon đặt ép giữa hai tấm kim loại, như thiết kế mic của Berliner và Edison. Một điện áp được áp dụng trên tấm kim loại, làm cho một dòng điện nhỏ chạy qua carbon. Khi các tấm rung do âm thanh, điện trở tổng khối than thay đổi, tạo ra dòng điện thay đổi theo. Micro có hiệu suất thấp và đáp tuyến không phẳng như ý .

### Micro sợi quang
Micro sợi quang (Fiber optic microphone)

### Micro laser
Micro laser (Laser microphone)

### Micro nước
Micro nước (Water microphone)

### Micro MEMS
Micro MEMS (Microelectromechanical systems)